# Granges-Paccot
Granges-Paccot là một đô thị trong huyện Sarine thuộc bang Fribourg ở Thụy Sĩ.